# Poems by Owen Meredith
Poems by Owen Meredith – tom wierszy angielskiego poety Roberta Bulwera-Lyttona, piszącego pod pseudonimem Owen Meredith, syna powieściopisarza Edwarda Bulwera-Lyttona, opublikowany w Bostonie w 1859 nakładem wydawnictwa Ticknor and Fields. Tom zawiera między innymi obszerny cykl The Wanderer.